# Regio Energie Solothurn
Die Regio Energie Solothurn ist ein öffentlich-rechtliches Schweizer Energieunternehmen. Es ist zu 100 Prozent im Besitz der Stadt Solothurn. Der Stadtpräsident ist von Amtes wegen Verwaltungsratspräsident. Der Verwaltungsrat besteht aus neun Mitgliedern, welche vom Gemeinderat gewählt werden. Der Auftrag für die Versorgung der Stadt wird durch das Reglement vom 11. September 1984 definiert.

## Tätigkeitsgebiet und Dienstleistungen
Die Regio Energie Solothurn ist als Querverbundunternehmen in den Bereichen Energie, Wasser, Energieeffizienz und Gebäudetechnik engagiert. Sie versorgt in der Region Solothurn rund 35'000 Haushalte, Industrie- und Gewerbebetriebe mit Strom, Erdgas/Biogas, Wasser, Fernwärme und Installationen. Sie begleitet ihre Kundschaft durch die Energiewende und entwickelt dezentrale Lösungen mit umweltfreundlichen Energieträgern.
Die Regio Energie ist Partner im Gasverbund Mittelland AG und Mitglied im Verband der Schweizerischen Gasindustrie. Sie versorgt die Region mit Gas und ist zudem Mitglied des Schweizerischen Vereins des Gas- und Wasserfaches. Sie ist zusätzlich Mitglied bei Swisspower, ein Verbund von 22 Stadtwerken und regionalen Unternehmen der Versorgungswirtschaft sowie bei Agentur für Erneuerbare Energien Suisse, der Dachorganisation der Wirtschaft für erneuerbare Energien und Energieeffizienz.
Als Energieunternehmen unterstützt und realisiert Regio Energie Solothurn nachhaltige Projekte zur Förderung erneuerbarer Energien und der Energieeffizienz. Dazu zählen beispielsweise die Förderung klimafreundlicher Mobilität unter Einsatz von Erdgas/Biogas Treibstoff, eine strategische Partnerschaft mit Optima Solar, um gemeinsam den Zubau von Photovoltaikanlagen in der Region voranzutreiben. Das Programm «SOnnen-Dächer» umfasst insgesamt 102 Anlagen, die jährlich mehr als 400 MWh Strom liefern.
Regio Energie Solothurn setzt auf Kundennähe, Qualität und Kompetenz. Mit ihrer Energieberatung werden Private, Unternehmen und öffentliche Institutionen bei Sanierungs- und Bauvorhaben unterstützt. Dabei stehen die Ökologie, der Werterhalt der Liegenschaft und die Kosten im Vordergrund. Die Regio Energie Solothurn bietet auch Contracting-Lösungen an. Dabei kümmert sich das Unternehmen um die Planung, den Bau und Betrieb sowie die Finanzierung der Energieanlagen.
Seit 2007 nutzt Regio Energie Solothurn die Energie, die in der KEBAG AG Zuchwil bei der Verbrennung von Hausmüll entsteht, um Fernwärmewasser zu erhitzen und damit ein eigenes Fernwärmenetz zu betreiben. Seit 2018 wird auch überschüssiger Strom in Wärmeenergie umgewandelt.
Der Strommix der Regio Energie Solothurn setzt sich aus 20,6 % Kernkraft, 24,3 % Wasserkraft, 2,5 % Sonnenenergie, 6,3 % gefördertem Strom und 46,3 % Kehricht zusammen (Stand 2019).

## Geschichte
Im Jahr 1860 wurde in Solothurn die öffentliche Gasbeleuchtung eingeführt. Ein Jahr später folgten die Gründung der Privaten Gasaktiengesellschaft und der Bau eines Gaswerks am Aareufer. 1880 wurde das erste Wasserwerk und 1886 das erste Elektrizitätswerk gebaut. Im März 1903 kaufte die Stadt Solothurn das Gaswerk und gründete ein Jahr später das Gaswerk Solothurn (GWS). In der Aarmatt in Zuchwil wurde 1925 ein neues Kohlegaswerk gebaut und ersetzte das alte in Solothurn, das anschliessend abgebrochen wurde. Gleichzeitig nahm die Stadt die letzten Gaslaternen ausser Betrieb. Die elektrische Beleuchtung wurde 1896 in Solothurn eingeführt und verdrängte langsam die bis anhin weit verbreitete Gasbeleuchtung. Trotzdem konnte der Gasverbrauch gesteigert werden, da Kochen und Heizen mit Gas immer wie beliebter wurden. Die bisher eigenständigen Abteilungen der Gemeindeverwaltungen, das Elektrizitätswerk und das Gas- und Wasserwerk, wurden 1968 unter dem Namen Städtische Werke Solothurn (SWS) zusammengefasst. 1994 wurde die SWS in ein selbständiges, öffentlich-rechtliches Unternehmen gewandelt. 2002 wurde aus der SWS die Regio Energie Solothurn. Im Jahr 2006 beteiligte sich die Gesellschaft an der Trianel GmbH Deutschland, und 2013 ging die Regio Energie Solothurn eine strategische Partnerschaft mit OptimaSolar und Swisspower ein. Ein landesweites Pionierprojekt ("Leuchtturmprojekt") stellt das Hybridwerk Aarmatt dar, das einen Meilenstein bezüglich effizienter Energieerzeugung setzt.

## Partner
Die Regio Energie Solothurn ist an verschiedenen Partnerunternehmen beteiligt und in Organisationen engagiert, mit welchen sie eine enge Zusammenarbeit pflegt zur sinnvollen Nutzung von Synergien:
- AEE SUISSE
- GVM Gasverbund Mittelland AG
- Kompogas Utzenstorf
- Optima Solar Genossenschaft
- Sysdex AG
- Swisspower
- Trianel AG
- Wasserverbund Region Solothurn AG

Neben wichtigen Partnerschaften verfügt Regio Energie Solothurn mit der Genos Energie AG auch über eine Tochterfirma, die in den Bereichen Solaranlagen, Solarstromnutzung, Batteriespeicher und Wartung spezialisiert ist.

## Regio Energie Preis
Die Regio Energie Solothurn zeichnet jedes Jahr Unternehmen aus, die sich bezüglich Energieeffizienz und Klimaschutz besonders hervorgetan haben. Als Anerkennung verleiht das Unternehmen den von einem Solothurner Künstler geschaffenen Regio Energie Preis. Dieser soll die Öffentlichkeit für Umwelt- und Klimafragen sensibilisieren und Firmen motivieren, betriebliche Massnahmen und Verhaltensweisen zugunsten eines nachhaltigen Umgangs mit den Ressourcen voranzutreiben.

## Leuchtturmprojekt Hybridwerk Aarmatt
2017 hat die Schweizer Bevölkerung der Energiestrategie 2050 zugestimmt. Damit soll das Energiesystem schrittweise in Richtung erneuerbare Energien und Energieeffizienz umgebaut werden. Die Regio Energie Solothurn ist Vorreiterin in der Praxis und betreibt auf der Aarmatt in Zuchwil mit dem Hybridwerk eine schweizweit einzigartige Energieanlage. Sie ist Teil des Leuchtturmprogramms des Bundesamtes für Energie BFE und leistet einen wichtigen Beitrag an die Umsetzung der Energiestrategie 2050 des Bundes. Die Energieanlage verbindet Praxis und Wissenschaft und sie macht als "gläserne Werkstatt" einen Teilbereich der Schweizer Energiezukunft unmittelbar erlebbar.
Weil Wind- und Solarenergie unregelmässig anfallen, haben Speichertechnologien eine grosse Bedeutung. Am Schnittpunkt des Solothurner Strom-, Gas-, Wasser- und Fernwärmenetzes wandelt das Hybridwerk Aarmatt erneuerbaren Strom in Wasserstoff um. Das dabei produzierte erneuerbare Gas kann entweder zur Wärmeerzeugung oder als Treibstoff eingesetzt werden. Mit diesem Verfahren wird überschüssige erneuerbare Energie saisonal und langfristig speicherfähig, und zu dem Zeitpunkt abgegeben, wenn die Kunden sie tatsächlich benötigen.
Das Hybridwerk Aarmatt der Regio Energie Solothurn setzt dafür unter anderem auf thermische Wärmespeicher und auf das Power- to-Gas-Verfahren. Bei diesem Verfahren wird mittels Elektrolyse aus Wasser und erneuerbarem Strom Wasserstoff hergestellt, welcher in Speichern zwischengelagert, von dort dosiert ins Erdgasnetz eingespeist und so als erneuerbarer Brenn- oder Treibstoff jederzeit nutzbar gemacht wird.
In der Regel müssen bei einem Stromüberangebot Solar-, Wind- und auch Wasserkraftwerke vom Netz genommen werden, damit die Stromnetze nicht überlastet sind. Dank dem Hybridwerk Aarmatt wird der überschüssige Strom in Energie umgewandelt, die wiederum in Zeiten mit hohem Energiebedarf genutzt werden kann. Damit ist diese neue Form von Energieanlage einmalig in der Schweiz und steht exemplarisch für eine Energiezukunft, in der eine integrierte Energieproduktion und -speicherung eine entscheidende Bedeutung zukommt. Die Anlage ist so geplant und gebaut, dass sie mit der Weiterentwicklung der Bedürfnisse und der eingesetzten Technologie modular erweitert werden kann. Am 9. Januar 2020 hat das Projekt die Auszeichnung Watt d’Or in der Kategorie Erneuerbare Energien vom Bundesamt für Energie BFE verliehen bekommen.